# Абдукадыров, Абдулатиф
Абдулатиф Абдукадыров (род. 9 августа 1987) — узбекистанский футболист, нападающий и полузащитник.

## Биография
В юношеском возрасте выступал в резервных командах ташкентского «Пахтакора». Взрослую карьеру начал в 2006 году в ташкентском «Локомотиве», где за 4,5 года сыграл в высшей лиге Узбекистана только 22 матча и забил один гол — 3 октября 2009 года в ворота «Навбахора» (2:0). В ходе сезона 2010 года перешёл в «Кызылкум», но там сыграл лишь один матч.
Затем несколько лет играл за клубы низших лиг Узбекистана, в том числе в 2012 году в составе клуба «НБУ-Азия» забил 22 гола в первой лиге, стал лучшим бомбардиром своего клуба и вошёл в пятёрку лучших бомбардиров лиги. В первой половине 2014 года продолжал играть за «НБУ-Азию», забив за сезон не менее 18 голов.
Летом 2014 года перешёл в клуб высшей лиги «Андижан», провёл в его составе полтора года, сыграв 27 матчей и забив 4 гола. Если в 2014 году был игроком основного состава, то на следующий год стал игроком замены, лишь два матча из 16-ти в 2015 году начал в стартовом составе клуба.
В 2016 году перешёл в клуб первой лиги «Актепа», но в ходе сезона команда прекратила существование.
В марте 2017 года перешёл в киргизский клуб «Дордой» вместе с другим узбекским форвардом Алишером Азизовым, приходящимся ему родственником. На старте сезона принял участие в матче Суперкубка Киргизии, проигранном «Алаю», однако затем выпал из состава клуба.